# Non-Food-Catering
Das Non-Food-Catering lässt sich von der Definition des Caterings als „Übernahme der gesamten Verpflegung in Betrieben, öffentlichen Einrichtungen und bei Großveranstaltungen, auch Lieferung von Speisen für Betriebe und Haushalte durch spezialisierte Dienstleistungsunternehmen“ leicht abgrenzen. Als gesamte Versorgung aller Artikel, die im Bezug auf das Catering nicht zu den Lebensmitteln zu zählen sind, ausgeführt durch spezialisierte Dienstleistungsunternehmen, wird der Non-Food-Bereich beschrieben.
Klassisch betrachtet handelt es sich bei der Non-Food-Catering-Logistik um die Vermietung von Material zur Durchführung der gastronomischen Versorgung. In den zurückliegenden Jahren haben sich Vermietunternehmen zu kompetenten Logistikern entwickelt.